# Sammalselkä (del av en sjö)
Sammalselkä är en del av en sjö i Finland.   Den ligger i landskapet Södra Savolax, i den sydöstra delen av landet, 300 km nordost om huvudstaden Helsingfors. Sammalselkä ligger 64 meter över havet.